# LF Heuvelroute
De LF Heuvelroute is een LF-icoonroute in Vlaanderen. De route is 459 kilometer lang tussen Poperinge en Voeren. Ze is in 2 richtingen bewegwijzerd met rechthoekige bordjes. De bordjes hangen onder de borden van het fietsroutenetwerk. 

## Traject
De route doorkruist de provincies West-Vlaanderen, Oost-Vlaanderen, Vlaams-Brabant en Belgisch Limburg. De route loopt langs de heuvels van West-Vlaams Heuvelland (Rodeberg, Monteberg, Kemmelberg), Vlaamse Ardennen (Beiaardhelling, Tiegemberg, Kluisberg, Helling van Kraai, Kanarieberg, Muziekberg, Taaienberg, Bovenstraat, Bosgat, Tenbosse, Fayte, Muur van Geraardsbergen, Bosberg), Pajottenland (Congoberg,  Kesterheide), Brabantse Ardennen (Alsemberg), Hageland,  Haspengouw (Voortberg, Bollenberg, Zusserdel) en de Voerstreek (Hagelstein). 
De route start in Poperinge waar het Talbot House kan worden bezocht. De route volgt kort de Vleterbeek zuidwaarts naar de Schreve, onderweg passeert ze de Lijssenthoek Military Cemetery. In het Heuvelland volgen de eerste heuvels waar de route zijn naam aan ontleent. Dit is het gebied waar ook de wielerkoers Gent-Wevelgem doorheen trekt. Hierbij passeert de route een tweetal wijndomeinen, te weten Entre-Deux-Monts en Monteberg. Ook gaat ze onderdoor stoeltjeslift Cordoba die de Baneberg en Vidaigneberg verbindt. Er zijn beklimmingen van de Schomminkelberg, Monteberg, Kemmelberg (zuidzijde, over het asfalt) en de Helling van Mesen. De Baneberg en Lettenberg worden afgedaald. Nabij Wijtschate bij de Spanbroekmolenkrater komen de LF Vlaanderenroute en LF Frontroute bij de route. De LF Frontlijnroute stopt in Mesen. De LF Vlaanderenroute loopt tot en met Kanne parallel mee. In Mesen komt de route voorbij het Messines Ridge (N.Z.) Memorial, het Iers Vredespark en de Sint-Niklaaskerk. 
Na Mesen gaat de route naar de Palingbeek en voert over de gelijknamige kasseistrook Palingbeek. Na de kruising met de restanten van het Kanaal Ieper-Komen volgen de Gasthuisbossen. Bij Wervik wordt de Leie bereikt. Hier liggen De Balokken en gaat de route kort door Frankrijk rond Halluin. De route volgt de Leie langs Menen tot Lauwe. Hier verlaat ze de rivier om via het Preshoekbos en Marke weer terug naar de rivier te lopen.
In Kortrijk kruist de route de Leie middels de Collegebrug en de Dambrug. Er is een passage van het museum Texture en de Broeltorens. In Bellegem passeert de route Brouwerij Omer Vander Ghinste. De route daalt de Beiaardhelling af. Het gaat nu kort over de waterscheiding tussen Leie en Schelde.
De route heeft inmiddels de Vlaamse Ardennen bereikt. Langs het Orveytbos gaat langs de monumentale Pietersbrug en het over het Kanaal Bossuit-Kortrijk.
In Ingooigem passeert de route museum Het Lijsternest en beklimt de Hellestraat waarna de Tiegemberg afgedaald wordt. De Tiegemberg is één van de hoogste toppen in de waterscheiding tussen Leie en Schelde. Nu wordt afgedaald richting de Schelde. Hierbij gaat de route kort over het Guldensporenpad, nu omgebouwd tot Fietssnelweg F45. Bij passage van de Schelde verlaat de route de provincie West-Vlaanderen en is de route heel kort in de provincie Henegouwen, maar na een enkele honderden meters volgt al Oost-Vlaanderen. De route loopt enige tijd op de grens tussen beide provincies. Hierbij volgt beklimming van de Kluisberg. Op de top van deze berg start de RV8a La Transwallonne Ouest, een fietsroute door Wallonië. Ook loopt de route vanaf hier door het Kluisbos parallel met de Route des Collines. Op de top van de Knokteberg verlaat de Route des Collines de route weer. 
Nu volgt de straat genoemd naar de Ronde van Vlaanderen met het Monument voor Karel Van Wijnendaele. Naast deze bekende wielerklassieker komen hier nog tal van wielerkoersen voorbij, zoals Dwars door Vlaanderen, Omloop Het Nieuwsblad, E3 Saxo Classic en Kuurne-Brussel-Kuurne. De hoogte wordt afgedaald via de Helling van Kraai. Via uitkijkpunt Ronse - waar je kunt uitkijken op het Kluisbos, het bos Hotond-Scherpenberg en het Muziekbos. 
De LF Heuvelroute loopt op bepaalde delen van het traject (tussen Ronse en Hoeilaart) samen met de EuroVelo EV5 Via Romea Francigena . 
Na Ronse volgt de route kort de RAVeL Ligne 87 en komt langs de Kapel Lorette aan de voet van de Kanarieberg. De Kanarieberg wordt beklommen en zo komt de route door het Muziekbos en wordt afgedaald via de Muziekberg. Nu volgt de kasseistrook Donderij en even later de kasseien van de Taaienberg. Boven op het plateau is de molen Nieuwe Bossenare een blikvanger. Nu volgt de afdaling via de Bovenstraat/Kouterberg.
Inmiddels is de route in het Maarkedal, het hart van de Vlaamse Ardennen. Na Schorisse beklimt de route het Bosgat. Een uitkijkpunt geeft mooi uitzicht op de Maarkebeekvallei. 
In Brakel passeert de route de voet van de Valkenberg. Via Tenbosse verlaat de route Brakel en via Fayte worden extra hoogtemeters toegevoegd waarmee de route iets later uitkomt op de top van de Parikeberg. Nu volgt de afdaling naar de Dender. In Geraardsbergen sluit de route aan op de RV3 en kan via de RAVeL Dendre aangesloten worden op de Wapitour in Lessen. 
In Geraardsbergen staat het Manneken Pis van Geraardsbergen en volgt de beroemde Muur van Geraardsbergen met de Oudenbergkapel. Na de kasseien van de Bosberg door het Raspaillebos volgt de provincie Vlaams-Brabant en het Pajottenland. In Galmaarden passeert de route het Baljuwhuis. De route doorkruist het Pajottenland. Na de klim van de Congoberg passeert de route het Museum van het Belgisch Trekpaard. Bij Oetingen volgt de route een deel van de oude trambedding van de Pajotse boerentram. De heuvel IJzeren Man in natuurgebied Kesterheide wordt beklommen en afgedaald. Tussen Vollezele en Lot loopt de EV5 parallel mee met de route. 
In Gaasbeek komt de route langs het Kasteel van Gaasbeek. Tussen Gaasbeek en Hoeilaart loopt de LF Groene Gordelroute parallel mee. De route voert door de Zuunvallei en er is zicht op de Zendmast Sint-Pieters-Leeuw. In Sint-Pieters-Leeuw ligt het rosarium 'Coloma'. 
In Halle komt de route langs de Sint-Martinusbasiliek en het Albertpark en kruist de route de RV1. Hier wordt ook het Kanaal Charleroi-Brussel overgestoken en gevolgd tot Lot. In Lot ligt de brouwerij 3 Fonteinen. Iets verderop ligt Brouwerij Oud Beersel en het domein rond het Kasteel van Huizingen. 
Er is een mooi uitzicht op de hoofdstad Brussel. Na de afdaling van de Alsemberg langs de Onze-Lieve-Vrouwekerk gaat de route door het Zoniënwoud. Hierin ligt het Bosmuseum Jan van Ruusbroec. Na Kasteel de Man komt de route via het pad langs de IJse in Hoeilaart waar de LF Groene Gordelroute de route verlaat. In Hoeilaart kruist de route daarnaast de RV10 en de EV5. 
De route voert de Druivenstreek binnen. Overijse is bekend van  de wielerwedstrijden Druivencross, Brabantse Pijl en Druivenkoers. Er is ook een museum dat de toepasselijk naam 'Druif' draagt en over de teelt van druiven.
Tussen Duisburg en Leuven loopt de LF Kunststedenroute parallel mee, de route voert over het Plateau van Duisburg. In Duisburg sluit de route aan op de RV4a. De route gaat langs het Egenhovenbos en over de Campus Arenberg van de Katholieke Universiteit Leuven. 
In Leuven sluit de route aan op de RVU. Leuven is zeer bezienswaardig met het Groot Begijnhof, het Stadhuis, de Grote Markt, het Martelarenplein, de Collegiale Sint-Pieterskerk, het Museum M en de de Abdij van Park die de route allen passeert.
Na Heverlee voert de route langs het Heverleebos dat overgaat in het Meerdaalbos. Na Bierbeek is er zicht op de Watertoren Bierbeek (Neervelpsestraat). Vlak voor de Tweede Wereldoorlog werd er in Honsem een kleine landingsbaan voor vliegtuigen aangelegd. Sinds 2021 staat er een "fantoomvliegtuig" om mensen aan dit verleden te herinneren, de route komt hier langs. De route voert over het Haspengouws Plateau. Hoegaarden is de start van de RV2. Deze RV2 loopt hier over de RAVeL Ligne 142. De LF Heuvelroute loopt kort over de grens met de Waalse provincie Luik. Vlak voor de kruising met de RV2 wordt de Grote Gete gekruist. Ook voert de route via het Park van Hoegaarden. De route voert langs het gebied bij Hakendover waar de Paardenprocessie Hakendover plaats vindt. Na Neerhespen komt de route in de provincie Limburg. Voorbij Brouwerij Kerkom gaat het naar Sint-Truiden en door naar de Burcht van Brustem. De Kapel van Helshoven en het gelijknamige wijndomein liggen ook langs de route. Nu volgt de Tjenneboom, een monumentale boom aan de heerbaan (Romeinse Kassei) van Tongeren naar Tienen. Op deze heirbaan zijn de beklimmingen gesitueerd van de Voortberg en de Bollenberg en de doorkijkkerk Reading between the lines. In Borgloon ligt de kapel en het museum Graethemkapel. Ook ligt hier de Stroopfabriek (museum). 
De route volgt kort de voormalige Fruitspoorlijn en komt langs de Abdij Mariënlof en het voormalige Station Jesseren. Hierbij komt ze onderlangs de Kolmontberg en Zammelenberg, bekend uit de wielerkoers Ronde van Limburg en de Europese kampioenschappen wielrennen 2024. Via de Burchttoren van Mulken wordt de bezienswaardige stad Tongeren bereikt. Via het Jekerdal en natuurgebied De Coolen gaat het naar Zichen-Zussen-Bolder waarbij de grens met de provincie Luik gevolgd wordt. Na de afdaling van de Zusserdel en de oversteek van het Albertkanaal bevindt de route zich op het Plateau van Caestert.
In Kanne - waar de LF Vlaanderenroute noordwaarts gaat - komt de LF Maasroute erbij, deze loopt parallel mee tot Lanaye, hier kan de EuroVelo EV19 Maasfietsroute opgepakt worden. Het Kanaal van Ternaaien wordt overgestoken bij de Sluizen van Ternaaien. Met de veerboot volgt de oversteek van de Maas en een stukje Nederland rond het dorp Eijsden. 
Het laatste stuk gaat door Voeren. De route gaat onder de Montzenroute door, een spoorlijn. Nabij Remersdaal wordt het hoogste punt van de LF Heuvelroute bereikt op 286 meter in het gehucht Hagelstein. In Hombourg eindigt de route en kan worden gekozen voor de RAVeL Ligne 38 et 39 welke Luik verbindt met het Drielandenpunt. Via RAVeL Ligne 38 kan ook naar Thimister worden gefietst om daar de RV4b op te pakken. In Hombourg wordt ook aangesloten op de EuroVelo EV3 Pelgrimsroute.

## Aansluitingen met Europese routes
- In Ronse kruist de route de EuroVelo EV5 Via Romea Francigena.
- In Geraardsbergen kruist de route de EuroVelo EV5 Via Romea Francigena (deze volgt de Dender).
- Tussen Vollezele en Lot loopt de route parallel met de EuroVelo EV5 Via Romea Francigena. In Lot buigt deze af naar het centrum van Brussel.
- In Hoeilaart kruist de route de EuroVelo EV5 Via Romea Francigena.
- In Hombourg sluit de route aan op de EuroVelo EV3 Pelgrimsroute.
- Tussen Kanne en Lanaye loopt de route parallel met de EuroVelo EV19 Maasfietsroute.

## Aansluitingen met andere LF- of icoonroutes
- Tussen Wijtschate en Mesen loopt de route parallel met de LF Frontroute.
- Tussen Wijtschate en Kanne loopt de route parallel met de LF Vlaanderenroute.
- In Avelgem kruist de route de LF Schelderoute.
- Op de top van de Kluisberg sluit de RV8a aan.
- Tussen Kluisbergen en Knokteberg in het Kluisbos loopt de route parallel met de Route des Collines.
- In Geraardsbergen sluit de route aan op de RV3.
- Vanuit Geraardsbergen kan via de RAVeL Dendre aangesloten worden op de Wapitour.
- Tussen Gaasbeek en Hoeilaart loopt de route parallel met de LF Groene Gordelroute.
- In Hoeilaart sluit de route aan op de RV10.
- In Halle sluit de route aan op de RV1.
- Tussen Duisburg en Leuven loopt de route parallel met de LF Kunststedenroute.
- In Duisburg sluit de route aan op de RV4a.
- In Leuven sluit de route aan op de RVU.
- In Hoegaarden sluit de route aan op de RV2.
- Tussen Kanne en Lanaye loopt de route parallel met de LF Maasroute.
- In Lanaye sluit de route aan op de RV7.
- Vanuit Hombourg kan via de RAVeL Ligne 38 aangesloten worden op de RV4b.

## Aansluitingen met regionale routes
- Op elk willekeurig punt kan gebruik worden gemaakt van het fietsroutenetwerk ter plaatse.
- In Poperinge kan de paarse lus van de Vive le vélo fietsroutes opgepakt worden.
- In Westouter en Kemmel kan de rode lus van de Gent-Wevelgemroute opgepakt worden. In Kemmel kan ook de blauwe lus van de Gent-Wevelgemroute opgepakt worden.
- In Kemmel kan de Hellingenroute Heuvelland opgepakt worden.
- In Wervik kan de route Blauw Vierkant opgepakt worden.
- In Kortrijk kan de Goedendagroute opgepakt worden.
- In Kortrijk kan de oranje lus van de Vive le vélo fietsroutes opgepakt worden.
- In Ruien (Kluisbergen) kan de blauwe lus van de Ronde van Vlaanderenroute opgepakt worden.
- In Geraardsbergen kan de rode lus van de Ronde van Vlaanderenroute opgepakt worden.
- In Geraardsbergen kan de R.EV 1703 Fietsroute opgepakt worden.
- In Geraardsbergen kan de W1 Tussen Dender en Hauts-Pays (regionale RAVeL-route) opgepakt worden.
- In Halle kan de W3 La Véloroute des Carnavals (regionale RAVeL-route) opgepakt worden.
- In Hoeilaart kan de W2 La Véloroute de la Bière (regionale RAVeL-route) opgepakt worden.
- In Overijse kan de Brabantse Pijlroute opgepakt worden.
- In Hoegaarden kan de W5 D'une Vallée (regionale RAVeL-route) opgepakt worden.
- In Lanaye kan de W7 Sur la Route des Ardennes (regionale RAVeL-route) opgepakt worden.